# موش بالاروی میرا
موش بالاروی میرا (نام علمی: Tylomys mirae) نام یک گونه از سرده موش‌های بالارو است.